# Alette
Alette település Franciaországban, Pas-de-Calais megyében. Lakosainak száma 372 fő (2022. január 1.). Alette Beussent, Montcavrel, Preures, Sempy, Aix-en-Issart és Clenleu községekkel határos.

## Népesség
A település népességének változása:
| Lakosok száma | 383  | 386  | 387  | 386  | 386  | 383  | 385  | 378  | 372  |
|               | 2013 | 2015 | 2016 | 2017 | 2018 | 2019 | 2020 | 2021 | 2022 |